# Cola de fibrina

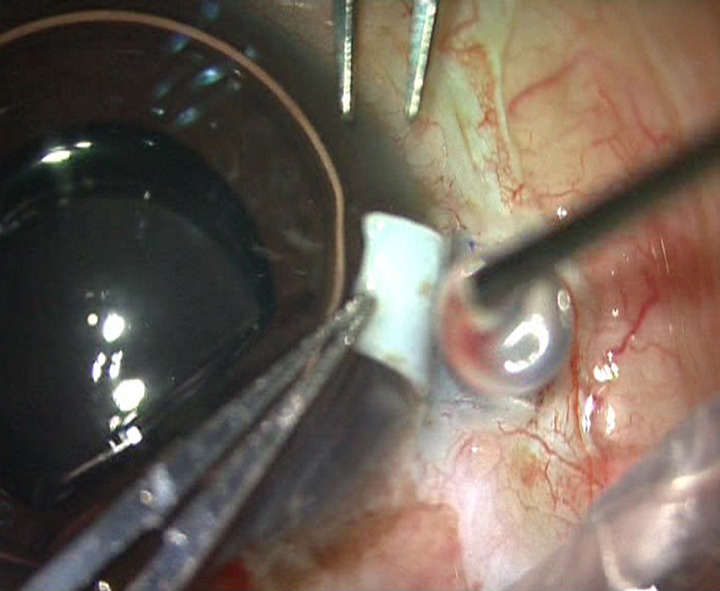
A cola de fibrina aplicada após a secagem, o scleral cama em uma lente intra-ocular operação

Cola de fibrina (também chamada de selante de fibrina) é uma formulação usada para criar um coágulo de fibrina.

## Composição
É feita de fibrinogênio ( agrupamento liofilizado de concentrado humano) e trombina (bovina, a qual é reconstituida com cloridrato de cálcio) que é aplicada nos tecidos para cola-los juntos. Trombina é uma enzima que converte o fibrinogênio em monômeros de fibrina entre 10 e 60 segundos dando origem a um gel tridimensional.

## Fatores que afetam a estrutura
Fatores que influenciam a estrutura dimensional do gel de fibrina originando um gel fino ou grosseiro
1. Mudança na concentração de Fibrinogênio
2. Mudança na concentração de trombina - aumento de concentração aumenta a força de tração e jovens módulos de gel
3. Mudanças na concentração de cálcio
4. pH
5. Temperatura

Também pode conter aprotina, fibronectina e plasminogênio. Esta cola pode ser usada para reparar canais lacrimais, fistulas bronquiais e para alcançar a homeostase depois de traumas no baço e no figado. Também é empregado em "sem Suturas" transplante de córnea as, incisão no pterígio com membrana aminiótica ou autógrafo conjuntival, num trauma ocular da córnea ou defeitos conjutivos.